# Ernesto Paternò Castello di Carcaci
Fra' Ernesto Paternò Castello di Carcaci (Catania, 7 agosto 1882 – Roma, 9 aprile 1971) è stato un nobile e religioso italiano, luogotenente generale del Sovrano Militare Ordine di Malta.

## Biografia
Don Ernesto Paternò Castello nacque in seno alla nobile famiglia siciliana dei Paternò, in particolare al ramo dei Duchi di Carcaci, a loro volta derivato da quello dei Principi di Biscari. Nono figlio di Don Francesco Maria Domenico (1850-1912), IX Duca di Carcaci e VII Barone di Placa e Bajana, e Donna Agata Artale, figlia di Filadelfo Marchese di Collalto, Barone di Colla Soprana e Sottana e Signore di Cannata. Sposò nel 1914 Donna Maria Cantarella e Scammacca, da cui ebbe una sola figlia, Agata (1914-1958).
Rimasto vedovo in ancor giovane età, prende i voti e diviene Cavaliere Professo del Sovrano Militare Ordine di Malta nel 1935. È insignito di commenda e del titolo di Balì nel 1952. Designato come rappresentante in Sicilia del Gran Priore di Napoli e Sicilia e chiamato a Roma presso il Consiglio Compìto di Stato, Fra Ernesto Paternò assurge alla guida dell'Ordine come Luogotenente di Gran Maestro il 25 aprile 1955, dopo la luogotenenza interinale del balì frà Antonio Hercolani Fava Simonetti.

### La luogotenenza
L'Ordine versava in condizioni quantomai difficili: usciva estenuato da quattro anni di lotta nei tribunali ecclesiastici. Il suo bilancio si trovava in gravi ristrettezze. Il contrasto tra gruppi di cavalieri di varia tendenza e opinioni era degenerato in vera discordia; l'Associazione dei Cavalieri della Lingua d'Italia, poi, si era apertamente schierata contro il Gran Magistero. La sovranità dell'Ordine era ormai discussa in ogni campo.
La politica dell'Ordine, sotto la Luogotenenza del Balì Paternò, si articolerà in tre punti: espansione del mondo, riorganizzazione interna, elaborazione della Carta Costituzionale. Con decreto del 29 aprile 1955, scioglie la commissione permanente amministrativa e ne avoca temporaneamente i poteri e la carica di Ricevitore del Comun Tesoro: si deve all'opera esclusiva e personale di lui se il patrimonio dell'Ordine rimane autonomo e può prendere incremento. Il bilancio è risanato e non solo raggiunge il pareggio, ma permette notevoli sopravvivenze attive.
Il Luogotenente istituisce un passaporto di servizio, accordato ai funzionari dell'Ordine che prendono parte alle missioni diplomatiche o che viaggiano per ordine del Gran Magistero, senza appartenere alle categorie aventi diritto al passaporto diplomatico, e alle mogli e ai parenti di questi funzionari, se conviventi. Nel pomeriggio del 23 febbraio 1957 si aprì solennemente a Roma, nella sala del consiglio del Palazzo Magistrale, l'anno giudiziario dell'Ordine, segnando la ricostituzione dei Tribunali dell'Istituzione Melitense dopo due secoli di sospensione della funzione giurisdizionale. Inoltre sotto il suo governo l'ordine di Malta riprese a battere moneta dopo oltre un secolo e mezzo di interruzione.
L'estensione dei riconoscimenti diplomatici si incrementerà con il Balì Paternò. I fatti più importanti in questa materia sono: la ripresa delle relazioni con l'Austria (di nuovo indipendente dal 1955), e le negoziazioni che stavano per condurre al riconoscimento da parte dell Italia, oltre che Liberia, Honduras, Cuba e perfino la Persia. Ciò dimostra che la base essenziale per l'avanzamento dell'Ordine consistesse nei rapporti cordiali e fiduciari tra il Gran Magistero e le Associazioni Nazionali. Solo queste ultime avevano contribuito a ottenere il riconoscimento della Sovranità dell'Ordine e dovevano ora aiutare il Gran Magistero a consolidarsi, ribadendo il principio dell'internazionalità dell'Ordine.

### La promulgazione della Costituzione
Attraverso il lavoro di speciali commissioni, il Luogotenente del Gran Maestro è in grado di presentare un progetto di Carta Costituzionale, secondo criteri propri dell'Ordine, dopo aver scongiurato, inoltre, il pericolo dell approvazione di un codice predisposto dalla Congregazione dei Religiosi, con l'opera di Mons. Scapinelli di Leguigno, che avrebbe declassato la Religione di San Giovanni al livello dei normali Ordini religiosi, privi di ogni autonomia, e avrebbe del tutto soppresso la sovranità. L'otto dicembre 1956 il Sovrano Consiglio Ordinario dell Ordine Sovrano e Militare di San Giovanni di Gerusalemme, detto di Rodi, detto di Malta, presieduto dal Luogotenente del Gran Maestro, Fra Ernesto Paternò Castello, promulgò la nuova Carta Costituzionale dell Ordine, approvata, ad experimentum, da Sua Santità Pio XII, con breve del 21 novembre dello stesso anno. La nuova Carta Costituzionale introdusse una nuova classe di Cavalieri, i Cavalieri d Obbedienza, e la possibilità di creazione di Sotto Priorati.
Due crisi contemporanee che attraversava, all'epoca, l'Ordine di Malta, hanno sollecitato la riforma degli Statuti: da una parte il progressivo indebolimento della classe dei Professi e dall'altra l'impetuosa crescita delle Associazioni Nazionali. La prima crisi era dovuta al ridursi dei Cavalieri di Giustizia che, secondo le vecchie Costituzioni, erano i soli in grado di assumere le cariche di governo. La nuova Carta Costituzionale, con l introduzione dei Cavalieri d Obbedienza, permette all Ordine di superare questa situazione. La seconda crisi era costituita, invece, dal fatto che le Associazioni fiorivano sempre di più nei Paesi dove non c'erano priorati, rappresentando la vera forza dell'Ordine, ma venivano a trovarsi in una condizione minore.
Le nuove Costituzioni vennero ufficialmente promulgate da Papa Giovanni XXIII, che la mattina del 24 giugno 1961 ricevette i dirigenti del Sovrano Militare Ordine di Malta, ai quali consegnò il breve Exigit Apostolicum Odcium. Esse, sostituite all'antico Codice di Rohan, che rimane fonte sussidiaria, si sforzavano di adattare alle necessità del momento l organizzazione giuridica e funzionale dell Ordine: riconoscevano, formalmente, il duplice natura di Ordine Religioso dipendente dal Santo Padre ed Ente Sovrano, quindi entità indipendente nella comunità internazionale. Inoltre, il Santo Padre era rappresentato presso l’Ordine da un Cardinalis Patronus, che non bisogna assimilare ai tradizionali Cardinali Protettori delle Congregazioni Religiose, ma che si collegava piuttosto all Istituzione del Cardinale Protettore, che tutti gli Stati cattolici possedevano nella Curia.

### Ultimi anni
Fra Ernesto Paternò Castello di Carcaci, in considerazione della sua età non troppo avanzata, avrebbe potuto riunire i voti della maggioranza degli elettori. A conclusione dei sette anni della Luogotenenza Paternò si deve riconoscere, infatti, che l'Ordine appariva avviato verso il livello auspicato da lunghi anni ormai, sia dal punto di vista patrimoniale, che da quello costituzionale e internazionale. Nonostante le assicurazioni degli elettori, la sera prima della consultazione elettorale fu tradito da alcuni suoi stretti collaboratori tra i quali sembra essere stato determinante un esule ungherese sul quale contava molto per gli anni di collaborazione avuta dopo la rivoluzione d Ungheria e che, sotterraneamente, lavorò, invece per la nomina di un Gran Maestro gradito al Vaticano che prospettasse un futuro e che fu scelto nella persona di Fra Angelo De Mojana di Cologna, nipote del cardinale Nasalli Rocca di Corneliano.
Sul piano formale si prese atto dello svolgimento degli avvenimenti, sostenendo che fu l'età avanzata a togliere al Balì Paternò la soddisfazione legittima di accedere alla più alta carica che gli avrebbe permesso di continuare le sue opere alla guida dell Ordine, come lo aveva fatto con tanto zelo durante la sua Luogotenenza. Da gran signore, Paternò proclamerà il nuovo Gran Maestro, senza mostrare alcun disappunto e in silenzio tornerà nei ranghi, partecipando, però, a tutte le sessioni del Capitolo Generale che si terranno tra giugno 1967 e gennaio. Fu quella, in pratica, la sua ultima attività effettiva nell'Ordine; obbligato sia dalla progressione inesorabile dell'età sia dalla perdita della vista a restare continuamente a Catania, non dimenticava mai il suo Ordine, ricevendo spesso visita dai confratelli che lo veneravano, «Ordine al quale aveva reso servizi di grande responsabilità e nel quale aveva anche trovato conforto nei dolori che la Provvidenza gli aveva riservato. L'azione del Luogotenente Paternò segnò una pagina decisiva nel processo evolutivo della rinascita dell'Ordine, pagina che fu fra le più luminose e avvincenti della storia della Religione Giovannita moderna». All età di 89 anni, il 4 aprile 1971 cessò di battere il nobile cuore del Venerando Balì Gran Croce di Giustizia Fra Ernesto Paternò Castello, duca di Carcaci.

## Albero genealogico
|                                                |                                       |                                                               | Genitori                                                                   |  |  | Nonni |  |  | Bisnonni                                   |  |  | Trisnonni                                      |  |
|                                                |                                       |                                                               |                                                                            |  |  |       |  |  | Mario Paternò Castello, IV Duca di Carcaci |  |  | Vincenzo Paternò Castello, III Duca di Carcaci |  |
|                                                |                                       |                                                               |                                                                            |  |  |       |  |  | Mario Paternò Castello, IV Duca di Carcaci |  |  | Vincenzo Paternò Castello, III Duca di Carcaci |  |
|                                                |                                       | Agata Scammacca della Bruca                                   |                                                                            |  |  |       |  |  | Mario Paternò Castello, IV Duca di Carcaci |  |  |                                                |  |
| Gaetano Paternò Castello, VIII Duca di Carcaci |                                       |                                                               |                                                                            |  |  |       |  |  | Mario Paternò Castello, IV Duca di Carcaci |  |  |                                                |  |
|                                                |                                       | Maria San Martino del Pardo                                   | Francesco San Marino, Principe del Pardo                                   |  |  |       |  |  |                                            |  |  |                                                |  |
|                                                |                                       | Maria San Martino del Pardo                                   | Francesco San Marino, Principe del Pardo                                   |  |  |       |  |  |                                            |  |  |                                                |  |
|                                                |                                       | Maria San Martino del Pardo                                   | Maria Eustacchia Paternò di Sperlinga                                      |  |  |       |  |  |                                            |  |  |                                                |  |
| Francesco Paternò Castello, IX Duca di Carcaci |                                       | Maria San Martino del Pardo                                   |                                                                            |  |  |       |  |  |                                            |  |  |                                                |  |
|                                                |                                       | Vincenzo I Grifeo, IX Principe di Partanna                    | Benedetto III Grifeo, VIII Principe di Partanna                            |  |  |       |  |  |                                            |  |  |                                                |  |
|                                                |                                       | Vincenzo I Grifeo, IX Principe di Partanna                    | Benedetto III Grifeo, VIII Principe di Partanna                            |  |  |       |  |  |                                            |  |  |                                                |  |
|                                                |                                       | Vincenzo I Grifeo, IX Principe di Partanna                    | Lucia Migliaccio, XII Duchessa di Floridia                                 |  |  |       |  |  |                                            |  |  |                                                |  |
| Fernanda Grifeo di Partanna                    |                                       | Vincenzo I Grifeo, IX Principe di Partanna                    |                                                                            |  |  |       |  |  |                                            |  |  |                                                |  |
|                                                |                                       | Agata Gravina Cruyllas, IX Principessa di Palagonia e Lercara | Salvatore Gravina Cruyllas di Palagonia e Lercara                          |  |  |       |  |  |                                            |  |  |                                                |  |
|                                                |                                       | Agata Gravina Cruyllas, IX Principessa di Palagonia e Lercara | Salvatore Gravina Cruyllas di Palagonia e Lercara                          |  |  |       |  |  |                                            |  |  |                                                |  |
|                                                |                                       | Agata Gravina Cruyllas, IX Principessa di Palagonia e Lercara | Maria Provvidenza Gravina Cruyllas, VII Principessa di Palagonia e Lercara |  |  |       |  |  |                                            |  |  |                                                |  |
| Ernesto Paternò Castello                       |                                       | Agata Gravina Cruyllas, IX Principessa di Palagonia e Lercara |                                                                            |  |  |       |  |  |                                            |  |  |                                                |  |
|                                                | Giuseppe Artale, Marchese di Collalto | Filadelfo Artale, Marchese di Collalto                        |                                                                            |  |  |       |  |  |                                            |  |  |                                                |  |
|                                                | Giuseppe Artale, Marchese di Collalto | Filadelfo Artale, Marchese di Collalto                        |                                                                            |  |  |       |  |  |                                            |  |  |                                                |  |
|                                                | Giuseppe Artale, Marchese di Collalto | Antonina Pocobelli                                            |                                                                            |  |  |       |  |  |                                            |  |  |                                                |  |
| Filadelfo Artale, Marchese di Collalto         | Giuseppe Artale, Marchese di Collalto |                                                               |                                                                            |  |  |       |  |  |                                            |  |  |                                                |  |
|                                                |                                       | Vittoria Alliata di Saponara                                  | Vincenzo Alliata, duca di Saponara                                         |  |  |       |  |  |                                            |  |  |                                                |  |
|                                                |                                       | Vittoria Alliata di Saponara                                  | Vincenzo Alliata, duca di Saponara                                         |  |  |       |  |  |                                            |  |  |                                                |  |
|                                                |                                       | Vittoria Alliata di Saponara                                  | Paola Stagno di Montesalso                                                 |  |  |       |  |  |                                            |  |  |                                                |  |
| Agata Artale di Collalto                       |                                       | Vittoria Alliata di Saponara                                  |                                                                            |  |  |       |  |  |                                            |  |  |                                                |  |
|                                                |                                       | Vincenzo I Grifeo, IX Principe di Partanna                    | Benedetto III Grifeo, VIII Principe di Partanna                            |  |  |       |  |  |                                            |  |  |                                                |  |
|                                                |                                       | Vincenzo I Grifeo, IX Principe di Partanna                    | Benedetto III Grifeo, VIII Principe di Partanna                            |  |  |       |  |  |                                            |  |  |                                                |  |
|                                                |                                       | Vincenzo I Grifeo, IX Principe di Partanna                    | Lucia Migliaccio, XII Duchessa di Floridia                                 |  |  |       |  |  |                                            |  |  |                                                |  |
| Lucia Grifeo di Partanna                       |                                       | Vincenzo I Grifeo, IX Principe di Partanna                    |                                                                            |  |  |       |  |  |                                            |  |  |                                                |  |
|                                                |                                       | Agata Gravina Cruyllas, IX Principessa di Palagonia e Lercara | Salvatore Gravina Cruyllas di Palagonia e Lercara                          |  |  |       |  |  |                                            |  |  |                                                |  |
|                                                |                                       | Agata Gravina Cruyllas, IX Principessa di Palagonia e Lercara | Salvatore Gravina Cruyllas di Palagonia e Lercara                          |  |  |       |  |  |                                            |  |  |                                                |  |
|                                                |                                       | Agata Gravina Cruyllas, IX Principessa di Palagonia e Lercara | Maria Provvidenza Gravina Cruyllas, VII Principessa di Palagonia e Lercara |  |  |       |  |  |                                            |  |  |                                                |  |
|                                                |                                       | Agata Gravina Cruyllas, IX Principessa di Palagonia e Lercara |                                                                            |  |  |       |  |  |                                            |  |  |                                                |  |

### Ascendenza patrilineare[6]
1. Roberto d'Embrun, 1050-1100 ca.
2. Costantino I, Signore di Paternò, Conte di Buccheri
3. Roberto II, Signore di Paternò, Conte di Buccheri, †1134 ca.
4. Costantino II, Signore di Paternò, Conte di Buccheri, Conte di Butera, Conte di Martana, †1168
5. Simone, Signore di Paternò, Conte di Buccheri, †1197 ca.
6. Federico, Signore di Paternò
7. Gualterio Paternò, I Barone del Burgio e delle Saline
8. Benedetto Paternò, II Barone del Burgio, †1344
9. Nicola Paternò, III Barone del Burgio
10. Giovanni Paternò il Vecchio, IV Barone del Burgio, I Barone del Murgo, I Barone della Nicchiara
11. Gualterio Paternò, V Barone del Burgio, I Barone di Imbaccari, 1381-1432
12. Francesco Paternò, II Barone di Imbaccari, I Barone di Granirei, 1412-1471
13. Pietro Paternò, II Barone di Granirei, I Barone di Aragona, Cuba e Sparacogna, †1494
14. Angelo Francesco Paternò, II Barone di Aragona, Cuba e Sparacogna
15. Perruccio Paternò, III Barone di Aragona, Cuba e Sparacogna
16. Angelo Francesco Paternò, IV Barone di Aragona, Cuba e Sparacogna
17. Orazio Paternò Castello, V Barone di Aragona, Cuba e Sparacogna, †1614
18. Agatino Paternò Castello, I Principe di Biscari, IX Barone di Aragona, Cuba e Sparacogna, I Barone di Bicocca, 1594-1675
19. Giacinto Paternò Castello, II Barone di Bicocca, 1645-1693
20. Vincenzo Paternò Castello, I Duca di Carcaci, III Barone della Bicocca, 1681-1767
21. Mario Concetto Paternò Castello, II Duca di Carcaci, 1700-1781
22. Giuseppe Vincenzo Paternò Castello, III Duca di Carcaci, I Barone di Placa e Bajana, 1728-1817
23. Mario Giuseppe Paternò Castello, IV Duca di Carcaci, II Barone di Placa e Bajana, 1754-1821
24. Gaetano Maria Paternò Castello, VIII Duca di Carcaci, VI Barone di Placa e Bajana, 1798-1854
25. Francesco Maria Domenico Paternò Castello, IX Duca di Carcaci e VII Barone di Placa e Bajana, 1850-1912
26. Ernesto Paternò Castello, Balì Gran Croce di Giustizia del Sovrano Militare Ordine di Malta, 1882-1971